# Вулиця Олександра Кошиця (Черкаси)
Ву́лиця Олександра Кошиця — вулиця в Черкасах.

## Розташування
Починається від вулиці Максима Залізняка і простягається на південний схід до вулиці Пастерівської.

## Опис
Вулиця вузька, не асфальтована.

## Походження назви
Вулиця утворена на початку 1960-их років, до 2022 року носила назву на честь Олександра Бородіна, російського композитора та хіміка.
2022 року вулиця Бородіна перейменована на вулицю Олександра Кошиця.

## Будівлі
Вулиця забудована приватними будинками.